# Гружа (регион)
Вижте пояснителната страница за други значения на Гружа.
Гружа (на сръбски: Гружа) е географска област в Сърбия. Разположена е в южната част на Шумадия, ограничена от Западна Морава на юг, Гледачките планини и Левач на изток, долината на Лепеница на север и планината Котленик на запад.